# NGC 5344
NGC 5344 je spiralna galaktika u zviježđu Malom medvjedu.

## Vanjske poveznice
- (engl.) SEDS: NGC 5344
- (engl.) Revidirani Novi opći katalog
- (engl.) Izvangalaktička baza podataka NASA-e i IPAC-a
- (engl.) Astronomska baza podataka SIMBAD
- (engl.) VizieR
- DSS-ova slika NGC 5344  Arhivirana inačica izvorne stranice od 19. veljače 2016. (Wayback Machine)